# Panzer-Division Holstein
Die Panzer-Division Holstein war ein Großverband des Heeres der deutschen Wehrmacht.

## Divisionsgeschichte
Die Panzer-Division (PD) Holstein wurde im Februar 1945 in Dänemark aufgestellt. Sie setzte sich aus Teilen der 233. Reserve-Panzer-Division und Alarmeinheiten aus Pommern und Mecklenburg zusammen. Ihre ursprüngliche Bezeichnung lautete Kampfgruppe Panzerdivision Holstein, unter diesem Namen wurde sie von Generalleutnant Max Fremerey befehligt.
Sie wurde der Heeresgruppe Weichsel unterstellt und nach Pommern verlegt. Zusammen mit der 3. Panzerarmee verteidigte sie einen Abschnitt an der Oder. Bereits kurz nach der Aufstellung wurde die Division im März 1945 bei Kolberg vernichtet. Die Reste der PD Holstein wurden in die 18. Panzergrenadier-Division eingegliedert. Der Divisionsstab wurde im April 1945 bei Lauenburg in die Panzer-Division Clausewitz überführt.

## Personen
| Dienstzeit                    | Dienstgrad      | Name          |
| ----------------------------- | --------------- | ------------- |
| 1.–16. Februar 1945           | Generalleutnant | Max Fremerey  |
| 10. Februar bis 26. März 1945 | Oberst          | Joachim Hesse |

## Gliederung
- Panzer-Abteilung 44
- Panzergrenadier-Regiment 139
- Panzergrenadier-Regiment 142
- Panzerartillerie-Abteilung 144
- Panzerjäger-Abteilung 144
- Panzeraufklärungs-Abteilung 44
- Panzerpionier-Bataillon 144
- Heeres-Flak-Artillerie-Abteilung 144
- Panzer-Nachrichten-Kompanie 144
- Panzer-Versorgungstruppen 144